# یواس‌اس ترایپ (۱۸۱۲)
یواس‌اس ترایپ (۱۸۱۲) (به انگلیسی: USS Trippe (1812)) یک کشتی بود. این کشتی در سال ۱۸۱۲ ساخته شد.